# Idiosoma sigillatum
Espèce
Synonymes
- Idiops sigillatus O. Pickard-Cambridge, 1870
- Idiosoma hirsutum Main, 1952

Idiosoma sigillatum est une espèce d'araignées mygalomorphes de la famille des Idiopidae.

## Distribution
Cette espèce est endémique d'Australie-Occidentale. Elle se rencontre de Dalyellup à Ledge Point. 

## Description
Le mâle décrit par Rix, Huey, Cooper, Austin et Harvey en 2018 mesure 18,8 mm et la femelle 30,7 mm.

## Publication originale
- O. Pickard-Cambridge, 1870 :  Monograph of the genus Idiops, including descriptions of several species new to science. Proceedings of the Zoological Society of London, vol. 1870, p. 101-108 (texte intégral).